# Csingce-templom
A Csingce-templom (pinjin: Jingci Si, egyszerűsített kínai: 净慈寺; hagyományos kínai: 淨慈寺; nevének magyar jelentése: A tiszta könyörület temploma) a Hangcsou (Hangzhou) melletti Nyugati-tó déli partján található. Ez a második legnagyobb buddhista templom a környéken, és a Lingjin (Lingyin)-templommal együtt „az északi és déli hegyek ékkövének” nevezik. A kínai Államtanács már 1983-ban védetté nyilvánította. 

## Története
A Csingce (Jingci)-templom eredeti neve Hujzsi Jungming (Huiri Yongming)-templom (慧日永明院) volt. Az első épületet 954-ben emelte ezen a helyen Csian Hungsu (Qian Hongshu) (钱弘俶) a Vujüe (Wuyue)-királyság uralkodója, a kései Csou (Zhou)-dinasztia idején, az öt dinasztia és a tíz királyság korában, mégpedig Jungming Jensou (Yongming Yanshou) szerzetes, a kínai buddhizmus egyik korai nagy alakja számára. Mai nevét a Déli Szung-dinasztia (Song-dinasztia) korában kapta, amikor hozzáépítették az 500 arhat csarnokát. Ekkoriban a Nyugati-tó négy híres templomának egyike volt.
A templom legendás harangja volt a Ming-dinasztia idején öntött tíz tonnás Nanping-harang. A hagyomány szerint a harangtorony mögötti hegy barlangjai úgy felerősítették a hangját, hogy az alkonyatkor egészen Hangcsou (Hangzhou)ig elhallatszott. A következő évszázadokban a templomot többször elhagyták, majd újjáépítették és megint használatba vették. Az eredeti harang is elveszett. A templomot az 1980-as években újították fel utoljára, amikor új tíz tonnás, három méter magas harangot is kapott. A harangra felvésték a buddhisták által tisztelt Lótusz szútra szövegét 68 000 kínai írásjellel.
A templom nagyon sok turistát, látogatót vonz Kínából és a világ számos tájáról. A harang megszólaltatása alkonyatkor a környék legnagyobb nevezetességei közé számít. Egy japán buddhista szekta tagjai minden újévkor idelátogatnak és megkongatják a harangot az új év üdvözlésére.